# Metro-City
Metro-City (en chino simplificado, 美罗城; pinyin, Měiluō Chéng) es uno de los centros comerciales más conocidos del barrio de Xujiahui en Shanghái, China. Fue construido en 1989 y es uno de los lugares más característicos del barrio, en gran parte por su gigantesca estructura semiesférica que se ilumina por las noches.
Es famoso por ser el principal mercado de productos electrónicos de Shanghái, porque la mayoría de sus plantas están ocupadas por vendedores de ordenadores, cámaras, teléfonos móviles, consolas de videojuegos... También tiene muchos restaurantes, cafeterías y un cine en la planta más alta.